# Bohland a Fuchs
Bohland a Fuchs (též Bohland & Fuchs) je název bývalé továrny na hudební nástroje v Kraslicích v okrese Sokolov. Přesné datum výstavby hlavní tovární budovy není známé, nejspíše to bylo koncem 19. století. Tovární objekty stojí při levém břehu Stříbrného potoka v místech, kde stával starší mlýn, zvaný Räumermühle.
Objekt bývalé továrny je chráněn jako kulturní památka České republiky.

## Historie

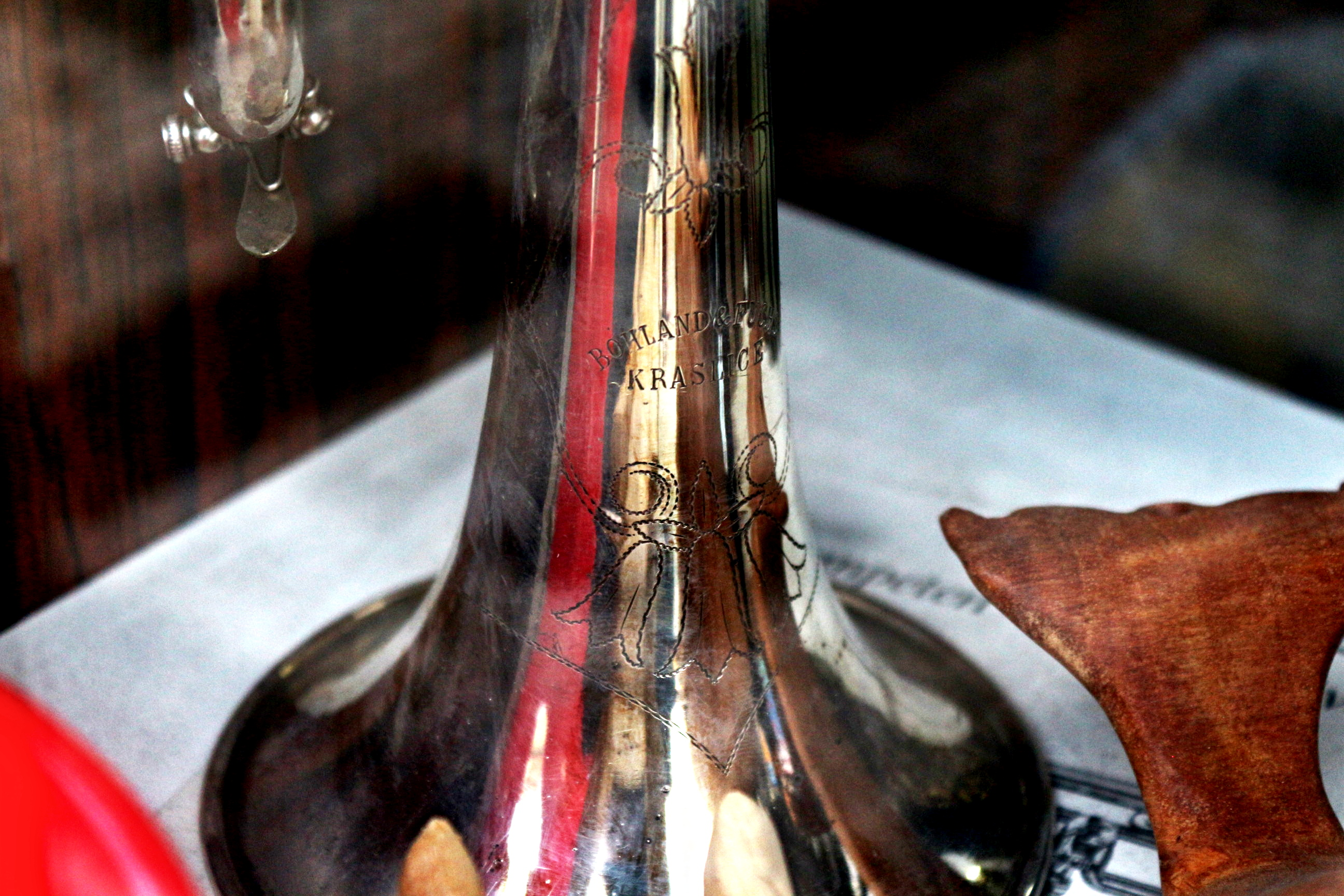
Trubka značky Bohland&Fuchs Kraslice

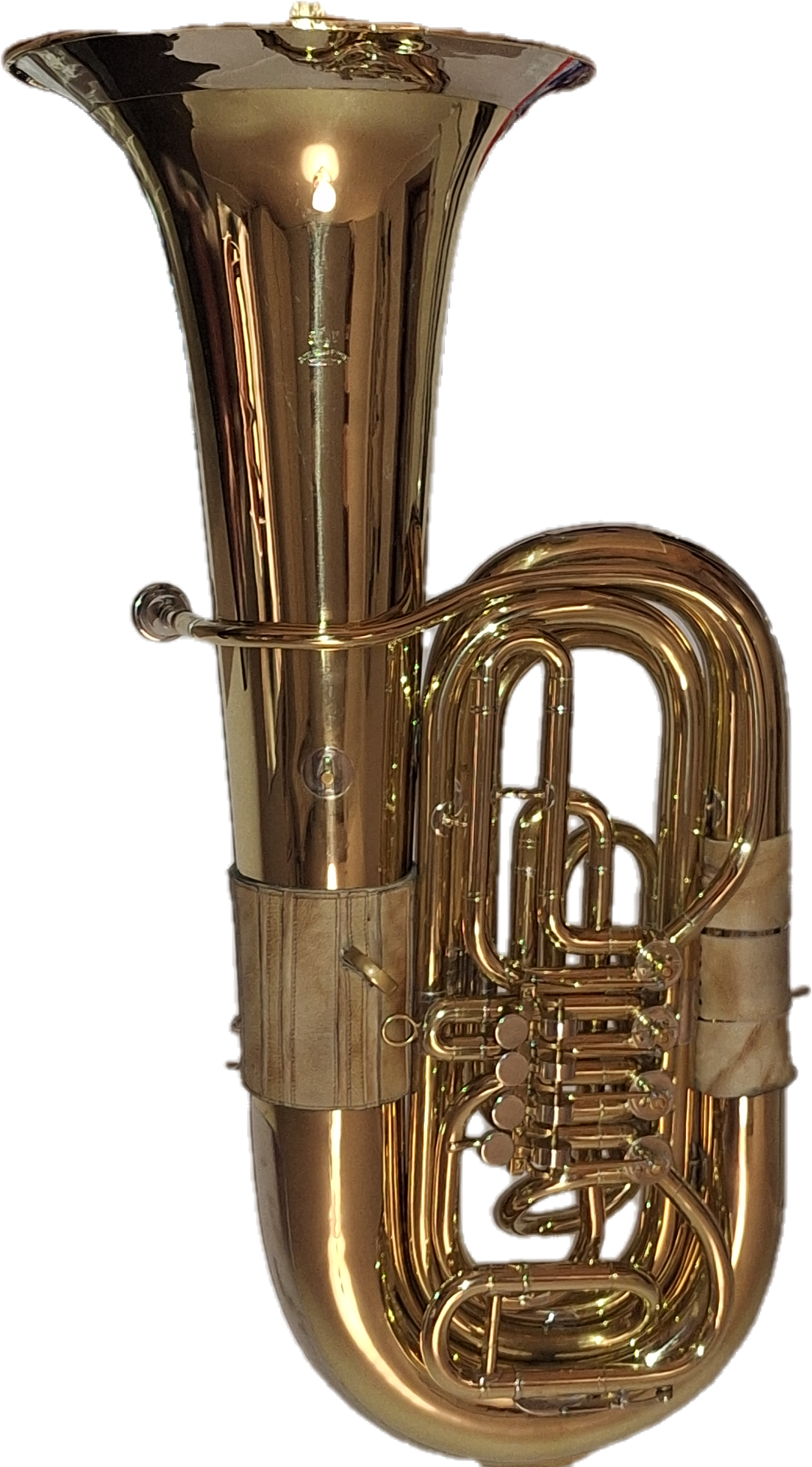
Bohland & Fuchs 4/4 Bb Tuba

Rozmach výroby hudebních nástrojů v Kraslicích umožnilo několik faktorů. Tím prvním byly značné zkušenosti s těžbou a zpracováním rud, především rud mědi. Měděná ruda se těžila a zpracovávala v okolí Kraslic po dobu mnoha století, s vrcholem rozkvětu v 15. až 17. století. Nejrozsáhlejší těžba byla v okolí nedaleké Tisové. Haldy strusky po tavení mědi se nacházejí především v okolí Bublavského potoka. Druhým faktorem byly zkušenosti s výrobou mosazi. Již roku 1720 se v nedaleké Stříbrné připomíná manufaktura na výrobu mědi a mosazi. Místní mosazárna byla jedinou svého druhu v celém rakouském mocnářství. Povozy naložené mosazí odtud jezdily až do Benátek.
V druhé polovině 19. století došlo k vybudování odbočky Buštěhradské dráhy ze Sokolova do Kraslic, což přineslo hospodářský rozmach města a oživení ve výstavbě industriálních objektů.
Nástrojářský podnik na výrobu hudebních nástrojů založil v roce 1850 Gustav Bohland, o dvacet let později se k němu připojil Martin Fuchs. Oba partneři spolupracovali zřejmě již dříve, v roce 1870 však začali používat název firmy jako „Bohland & Fuchs“ a na svých výrobcích uváděli ochrannou známku v podobě kotvy s písmeny „B“ a „F“. V roce 1896 pracovalo v továrně již 100 pracovníků.
Martin Fuchs se ujal obchodního vedení firmy a byl tím, který výrobu zmodernizoval, zavedl strojovou výrobu a parní pohon. Parní stroje a zavedení sériové výroby mělo za následek zvýšení produkce. Po smrti obou společníků převzali vedení firmy synové Johann a Hermann Fuchsovi, roku 1925 se stali majiteli firmy Karel a Adolf Fuchsovi.
Firma se specializovala na tovární výrobu a s poměrně nízkými náklady vyráběla kvalitní hudební nástroje. Do produkce firmy patřily především žesťové nástroje – křídlovky, baskřídlovky, heligóny, pozouny, lesní rohy, ale i bicí nástroje – bubny, činely, tamburíny a triangly. Do produkce firmy patřily také dřevěné dechové nástroje.
V letech 1910/1911 vyrobila továrna subkontrabasovou tubu (tzv. Riesen-Bass), která je také zapsaná v Guinnessově knize rekordů. Ta byla určena pro světovou výstavu v New Yorku. Na tubu šlo hrát, museli však k tomu být dva hudebníci, jeden foukal a druhý hrál. Tato tuba je vystavena ve výstavní síni závodu Amati-Denak.
Ročně vyráběla továrna přibližně 6000 hudebních nástrojů. Za své výrobky získala firma řadu ocenění na světových výstavách např. roku 1862 v Londýně, roku 1867 v Paříži, roku 1873 ve Vídni, roku 1876 v Philadelphii, roku 1893 v Chicagu. Firma zaměstnávala přibližně pět set dělníků a měla zastoupení v New Yorku, Londýně, Hamburku, Madridu, Cařihradu, Aténách, Stockholmu, Buenos Aires a Sofii.
V roce 1945 se továrna stala součástí sdružení výrobců hudebních nástrojů Amati Kraslice, následně v roce 1948 byla továrna zestátněna. Výroba hudebních nástrojů v Kraslicích se postupně soustředila jen do dvou objektů. Objekt továrny Bohland a Fuchs později sloužil jako garáže ČSAD. Po opuštění objektu dopravcem budovy chátraly. Teprve poté, co se stalo vlastníkem město Kraslice, došlo k záchraně a areál začaly využívat Technické služby města a provádějí zde recyklaci odpadů.

## Stavební podoba
Původním objektem je třípodlažní obdélná budova se sedlovou střechou s výrazně nízkým sklonem. Na hlavní budovu navazuje severním směrem zadní patrová budova. Vizuálně nápadné je provedení fasád. Režné červené cihlové zdivo je doplněno ozdobnými prvky z glazovaných zelených tvarovek. Hlavní průčelí budovy je prolomeno dvanácti okenními osami, rozdělenými lisénovými rámy do dvojic. Druhé a páté pole je završeno trojúhelnými atikami, jejichž plochy jsou členěny masivním obloučkovým vlysem s detailně vypracovaným dekorem. Obdobné řešení je v různé míře použito na celé budově. Objekty továrny jsou hodnotnou ukázkou historizující novorománské architektury s čitelnými prvky secese. Samostatně stojícími objekty je budova kotelny a komín. V téměř původním stavu se zachovala autenticita objektu s vysokou kvalitou architektonického řešení. Tím se objekt bývalé továrny na výrobu hudebních nástrojů řadí mezi významné dochované průmyslové stavby regionu z přelomu 19. a 20. století.